# Dziecinów (powiat otwocki)

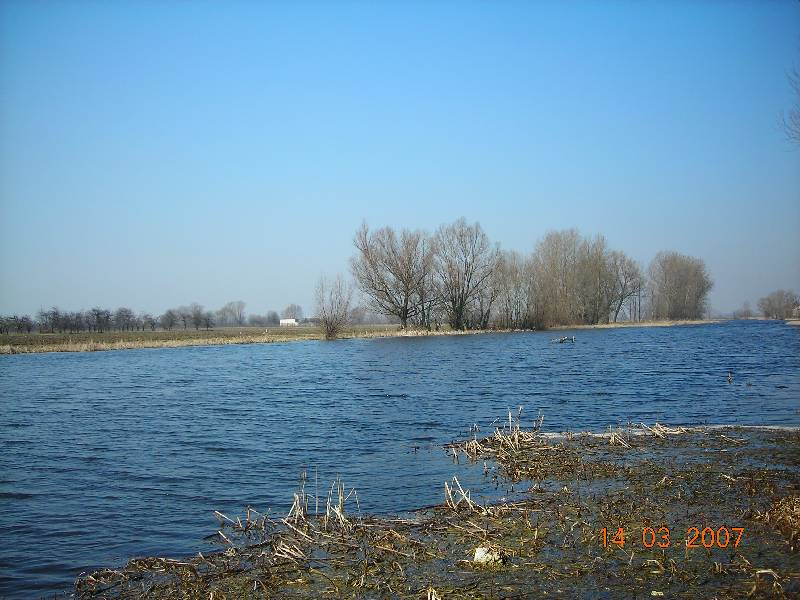
Jezioro Dziecinowskie

Dziecinów – wieś sołecka w Polsce położona w województwie mazowieckim, w powiecie otwockim, w północno-wschodniej części gminy Sobienie-Jeziory.
Wierni Kościoła rzymskokatolickiego należą do parafii św. Jana Chrzciciela w Warszawicach.
Wieś królewska położona była w drugiej połowie XVI wieku w powiecie czerskim  ziemi czerskiej województwa mazowieckiego.  W latach 1975–1998 miejscowość należała administracyjnie do województwa siedleckiego.

## Części wsi
| SIMC    | Nazwa   | Rodzaj    |
| ------- | ------- | --------- |
| 0687712 | Folwark | część wsi |
| 0687729 | Łużyce  | część wsi |

Ponadto północna część miejscowości nosi nieoficjalną nazwę Borki (inne nazwy to Borek i Lasek).

## Komunikacja
Przez miejscowość przebiegają trzy drogi wojewódzkie: nr 799, nr 801 oraz nr 805. Krzyżują się one w jednym punkcie w płd. części wsi. Przez północną część wsi przebiega linia kolejowa nr 12 Skierniewice-Łuków. Kursują na niej jedynie pociągi towarowe. Na jej przecięciu z drogą wojewódzką 801 znajduje się przejazd kolejowo-drogowy z zaporami. W Dziecinowie znajdują się dwa przystanki autobusowe. W odległości ok. 2–3 km na północ od centrum wsi przebiega droga krajowa nr 50.

## Warunki geograficzne
Dziecinów znajduje się w północnej części Doliny Środkowej Wisły. W płd-zach. części miejscowości przepływa Wisła, znajduje się tam też wał przeciwpowodziowy, a także kilka jezior, będących pozostałością po starorzeczu Wisły, np. Jezioro Dziecinowskie (największe), Jezioro Stare, Jezioro Zastarze („Czajka”) i Małosenie (zajmują razem powierzchnię około 15 ha). Na wschód od Jeziora Dziecinowskiego znajduje się kilkumetrowa skarpa, a na niej duża część Dziecinowa. Powierzchnia terenu jest mało urozmaicona. We wschodniej części wsi znajdują się niewielkie pagórki o wysokości względnej około 2–4 m. W zachodniej części wsi występują żyzne gleby rzeczne (mady). Miejscowość jest położona kilka kilometrów na zachód od Mazowieckiego Parku Krajobrazowego.

## Najważniejsze informacje
Miejscowość, a zwłaszcza jej zachodnia część, znajduje się na terenie mikroregionu etnograficznego Urzecze. We wsi są 3 sklepy, stacja LPG, Ochotnicza Straż Pożarna, 3 składy budowlane. Działa tu także koło gospodyń wiejskich. Obok świetlicy znajduje się plac zabaw dla dzieci, na którym w 2014 r. zainstalowano fontannę. Działa tu klub sportowy Wisła Dziecinów, grający obecnie w klasie A (III grupa warszawska), mający boisko na około 250 osób oraz oświetlony plac treningowy (w południowo-zachodniej części wsi). Obecnie Dziecinów jest miejscowością, która przegrywa rywalizację o nowych mieszkańców z okolicznymi wsiami, zwłaszcza z położonymi na wschód Warszawicami. Mieszkańcy zajmują się rolnictwem, gospodarstwa są zwykle niewielkie. Przejeżdżając DW 801 przez Dziecinów należy zachować szczególną ostrożność, ponieważ na tym odcinku doszło do wielu wypadków. Wyjątkowo niebezpiecznym miejscem jest zakręt przed skrzyżowaniem z DW 805 na południu wsi (jadąc od strony Otwocka). Według pomiaru ruchu z 2005 r. na odcinku DW 801 przebiegającym przez wieś przejeżdża 7761 pojazdów – znacznie więcej niż na przeciętnej drodze wojewódzkiej; wynik dosyć zbliżony do SDR na drogach krajowych (licząc także najbardziej obciążone międzynarodowe). We wschodniej części wsi powstało kilka dużych szklarni, powstaje też osiedle kilku domów jednorodzinnych na północ od skrzyżowania z DW 805 i 799. Miejscowość jest ważnym ośrodkiem wędkarskim (gł. Jezioro Dziecinowskie) oraz sadowniczym. Liczba numerów domów wynosi ok. 180, brakuje nazw ulic. Większość zabudowy zlokalizowana jest w wąskim, ciągnącym się na odległości ok. 2 km z północy na południe pasie. Ze względu na dosyć dobrą jakość gleb (brak kamieni, niska podatność na erozję) oraz ewentualne zagrożenie powodziowe nie jest wskazane budowanie w miejscowości zakładów przemysłowych czy osiedli. Teren wsi powinien być wykorzystany rolniczo, lecz (głównie z powodu niskiej opłacalności upraw) znajduje się tu dużo odłogów, szczególnie we wschodniej części wsi (gdzie gleby są często wyraźnie słabsze niż na obszarach położonych w pobliżu Wisły).

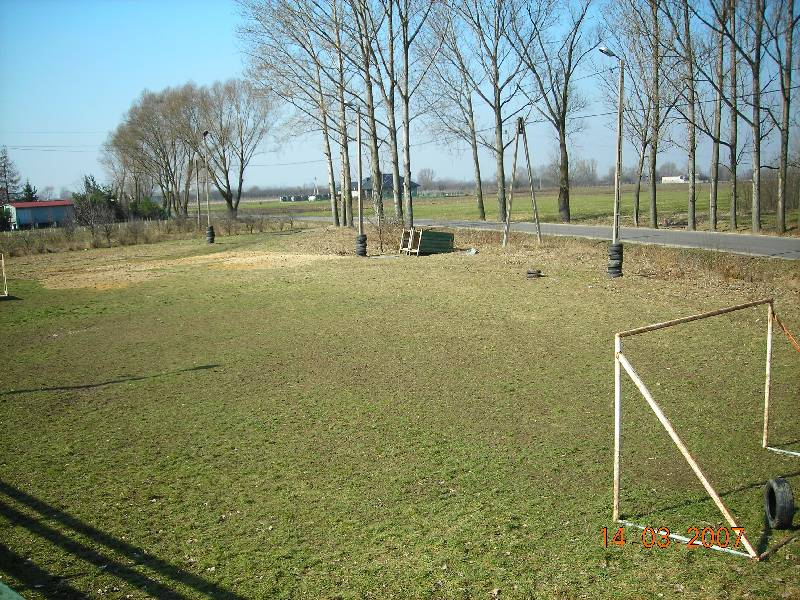
Boisko treningowe klubu Wisła Dziecinów

Na leśnych wydmach w południowo-wschodniej części wsi znajduje się stanowisko archeologiczne sprzed około 2500 lat (ślady osady kultury łużyckiej oraz cmentarzysko kultury pomorskiej i groby kloszowe z wczesnej epoki żelaza). Dziecinów był w niewielkim stopniu zniszczony w czasie II wojny światowej. W okolicy przebiegała linia frontu, wiele sąsiednich wsi zostało poważnie zniszczonych. Przy drodze nr 801 znajduje się kilka zabytkowych kapliczek i drzew objętych ochroną (z biało-czerwono-białymi znakami na korze przypominającymi flagę).

## Sąsiednie miejscowości
- Radwanków Szlachecki (na południe)
- Warszawice (na wschód)
- Warszówka (na wschód)
- Kosumce (na zachód)
- Piotrowice (na północ)